# Duitse coalitieovereenkomst van november 2005
De coalitieovereenkomst tussen CDU, CSU en SPD werd op 11 november 2005, krap acht weken na de verkiezingen van 18 september, gesloten, en op 12 november door Angela Merkel, Edmund Stoiber, Franz Müntefering en Matthias Platzeck voorgesteld. Zij bepaalt de doelstellingen en fundamenten van de regeringspolitiek.

## De centrale doelstellingen van de coalitie
Onder het motto "Gemeenschappelijk voor Duitsland - met Moed en Menselijkheid" hebben de CDU/CSU en SPD de centrale doelstellingen en thema's van hun coalitie in de inleiding van hun coalitieverdrag vastgelegd. De hieronder vertaalde citaten geven een overzicht van de voornaamste punten.
"Duitsland staat voor grote uitdagingen: werkloosheid, staatsschuld, demografische verandering en de veranderingsdruk uitgaande van de globalisatie eisen grote politieke inspanningen om de huidige en toekomstige generaties een leven in welvaart te garanderen. CDU, CSU en SPD stellen zich deze opgave. In gemeenschappelijke verantwoordelijkheid willen wij het land naar voor brengen. Wij willen onze parlementaire meerderheid voor structurele hervormingen in Duitsland gebruiken en willen zo het vertrouwen van de mensen in de handelingsbekwaamheid van de politiek winnen."

### De welstand vasthouden - Werkgelegenheid creëren
"Het afbouwen van de werkloosheid is de centrale verplichting van onze regeringspolitiek. Wij willen meer mensen een kans op werk geven. Werk betekent niet alleen de verzekering van het levensonderhoud, maar laat ook het deelhebben en de deelname aan het sociale leven toe. Wanneer meer mensen terug werk hebben verbetert dit ook de positie van de financiële en sociale systemen van ons land.
Met gerichte maatregelen willen wij de conjunctuur aanwakkeren: ter versterking van innovatie, investeringen, groei en tewerkstelling evenals ter versterking van het verbruikersvertrouwen worden in vijf centrale thema's concrete impulsen met een totaal volume van 25 miljarden euro gegeven"...

### De wederopbouw Oost naar voor brengen
"Wij zullen de heropbouw Oost voortzetten en daartoe bijdragen om in de nieuwe Länder een zich economisch zelf dragende groei te bereiken. Daarom zullen zij de investeringssteun in Oost-Duitsland op een hoog niveau voortzetten, dit om bestaande werkgelegenheid te behouden en nieuwe te creëren."

### De handelingsmogelijkheden van de staat herstellen
... "Om Duitslands openbare financiën op een solide basis te krijgen moeten de begrotingen van bond, deelstaten en gemeentes in een gezamenlijke inspanning geconsolideerd worden. Wij zullen saneren, hervormen en investeren en daarbij de inspanningen rechtvaardig op alle schouders verdelen. Wij zullen moedig sparen en subsidies afbouwen. Dat heeft voorrang. Echter, zonder een belastingverhoging is de voor ons land belangrijke consolidatie niet te realiseren."

### Het vertrouwen versterken - de sociale zekerheid verzekeren
..."Voor het veiligheidsgevoel van de mensen in een zich snel veranderende wereld in het vertrouwen in het functioneren van de rente- en ziekteverzekering noodzakelijk. Dit vertrouwen te herstellen is een opgave die de grote coalitie zich oplegt. Wij zullen de nodige hervormingsstappen nemen om ook morgen een sociale zekerheid te verzekeren"...

### De toekomst mogelijk maken - families en kinderen steunen
..."Wij willen de families steunen en hen het leven gemakkelijker maken. Wij zullen kinderopvang fiscaal ondersteunen en een oudergeld invoeren. Wij zullen ter betere verenigbaarheid van familie en beroep het aanbod inzake dagopvang voor kinderen en de ganse-dag-opvang verder uitbouwen"...

### Vorming en wetenschap - de sleutel voor de toekomst
... "Vorming is een sleutelthema voor de verder ontwikkeling en economie van ons land"... "Zowel de private bedrijven als de bond en de deelstaten zijn hierbij gevraagd. Een gelijkgerichte politiek, die ervoor zorgt dat allen samen drie procent van het sociaalproduct voor deze opgave gebruiken, kan door een gemeenschappelijke inspanning bereikt worden."

### Duurzaamheid praktiseren - het milieu beschermen
"CDU/CSU en SPD willen een duurzame ontwikkeling"... "Wij streven naar coöperatie en naar de combinatie van de eigen verantwoordelijkheid van de economie en de burgers, op de markt en concurrentie evenals op de noodzakelijke verplichtende rechtsnormen en hun effectieve controle."

### Duitsland sterker maken - het federalisme hervormen
"Wij willen de federale structuren van ons land vernieuwen: wij zullen de bevoegdheden van bond en deelstaten ontvlechten, duidelijke verantwoordelijkheden vastleggen en het principe van de subsidiariteit toepassen"... "Nog in deze legislatuurperiode willen wij de financiële betrekkingen tussen bond en deelstaten op een nieuw basis stellen."

### Veiligheid voor de burgers garanderen
"Gezien de bedreiging door het internationale terrorisme lopen binnenlandse en buitenlandse zekerheid steeds sterker door elkaar. Hiertegenover stellen wij een consequente veiligheidspolitiek."

### Een verantwoordelijkheidsbewuste partner in Europa en in de wereld
"CDU, CSU en SPD komen ervoor op, dat Duitsland erop dringt conflicten vreedzaam op te lossen"... "Voor de coalitiepartners is een versterking van de buitenlandse rol van de Europese Unie en een verdieping van de betrekkingen met de Verenigde Staten van Amerika geen tegenstelling, maar een noodzakelijke aanvulling die de nationale belangen van ons land dient"...

## De hoofdpunten van het coalitieverdrag

### Belasting en budget
"De nieuw op te nemen staatsschuld voor 2006 bedraagt 41 miljard euro. Het budget voor dat jaar zal tegen de grondwet en tegen het Europese stabiliteitspact verstoten. Dit wordt bewust in koop genomen.
Artikel 115 van de Duitse grondwet schrijft voor dat de op te nemen staatsschuld niet hoger mag zijn dan de uitgaven voor investeringen. Uitzonderingen zijn alleen toegelaten indien het globale economische evenwicht gestoord is.
Het stabiliteitspact en de grondwet moeten in het jaar 2007 terug gerespecteerd worden, dit zal gebeuren door een mix bestaande uit verhoging van belastingen, korting van prestaties en afbouw van subsidies. Per 1 januari 2007 zal de belasting op de toegevoegde waarde van 16 naar 19 procent verhoogd worden. Een deel van de verhoging zal gebruikt worden om de loonkost voor de ondernemingen te verlagen. Het verlaagd tarief (b.v. voor levensmiddelen) blijft op 7 procent. De belasting op inkomens boven 250.000 euro per jaar (500.000 voor gehuwden) zal in dan met drie procent verhoogd worden (de zogenaamde rijkenbelasting of nijdbelasting. Voor de verdere financiering zal ook een deel van de goudreserve verkocht worden.
Verschillende mogelijkheden om het belastbaar inkomen te verminderen worden afgeschaft of gewijzigd. Zo komt de "Eigenheimzulage" (waardoor mensen die een eigen woning verwerven belastingsvoordeel krijgen) afgeschaft, het (vaak fictieve) verlies bij beleggingen in bepaalde fonds kan niet meer geldend gemaakt worden, en de terugbetaling van reiskosten voor werkenden ('Pendlerpauchale') wordt beperkt.
Wel zal het voortaan mogelijk zijn om rekeningen voor bepaalde werken in het huishouden tot 600 euro per jaar van de belastbare inkomsten af te trekken."

### Economie en verkeer
"Ter ondersteuning van de middenstand zal de volgende vier jaar 25 miljard euro in investeringen gestopt worden.
De mogelijkheid tot afschrijving van investeringen zal voor kleine en middelgrote ondernemingen verbeterd worden. Hierdoor zou meer moeten geïnvesteerd worden, en zou meer werkgelegenheid moeten ontstaan. Middenstand en ondernemingsoprichters zullen beter gesteund worden, en maatregelen zullen genomen worden om risicokapitaal makkelijker beschikbaar te maken. Voor starters worden een 'one-stop-shops' gecreëerd. Het 'ERP-Förderprogramm' blijft volledig behouden. Bureaucratie zal afgebouwd worden door een reductie van het aantal meldingsverplichtingen voor de ondernemingen. Een 'Bürokratie-TÜV' zal alle bestaande en toekomstige wetten bekijken om na te gaan waar vereenvoudigingen voor de ondernemingen haalbaar zijn.
Een autosnelwegentol voor personenwagens wordt verworpen. De planning voor de bouw van nieuwe of verbetering van bestaande wegeninfrastructuur zal verbeterd worden door het wegruimen van administratieve hindernissen. Het als dan niet aan de beurs brengen van de Deutsche Bahn zal pas na een onafhankelijke studie besloten worden. In Duitsland zal een Transrapid spoor gebouwd worden.
Ter ondersteuning van ambacht en handwerk zal twintig procent van de uitgaven die huishoudens maken voor behoud- en moderniseringswerken gedeeltelijk van de inkomstenbelasting aftrekbaar zijn. Een maximumbedrag is nog niet vastgesteld. Het ambachtswezen zal hervormd worden, en hierbij zal overwogen worden of voor die beroepen die nu zonder de 'meestertitel' mogen uitgeoefend worden geen nieuwe minimumvereisten moeten opgelegd worden.
De investeringstoelagen voor de wederopbouw Oost worden verder gezet. Opdat er geen onderbreking in de steunmaatregelen zou optreden zal nog voor einde maart 2006 een met de deelstaten en de Europese Unie afgestemde wet ter zake in het parlement gebracht worden. Het 'Solidariteitspact II', dat voor de jaren 2005-2019 ongeveer 156 miljard steun voor de nieuwe deelstaten reserveert, blijft behouden."

### Werkgelegenheid, pensioenen en andere sociale maatregelen
"Maatregelen zullen getroffen worden om de loon-nevenkosten van actueel 41 naar 40 procent van het loon te reduceren. De helft hiervan wordt gefinancierd door de verhoging van de btw, de andere helft door besparingen bij de Bundesagentur für Arbeit.
Een nieuwe 'inhaalfactor' zal in de berekening van de pensioenen ingebouwd worden. Hierdoor zullen de ongeveer 20 miljoen gepensioneerden in de komende jaren geen verhoging van de uitkeringen krijgen. De bedoelde factor zal ervoor zorgen dat de verlaging van de pensioenen, die met de huidige berekening niet doorgevoerd is (omdat ze wettelijk niet toegelaten is) in de volgende jaren zal verrekend worden. De wettelijke pensioenleeftijd zal van nu 65 naar 67 jaar verhoogd worden. Vanaf 2012 zal de leeftijd jaarlijks met een maand verhoogd worden (voor de werknemers die 1970 of later geboren zijn), om in 2035 de nagestreefde 67 jaar te bereiken. Wie echter een beroepsloopbaan van 45 jaar heeft kan ook dan nog met 65 in pensioen gaan. De pensioenbijdragen worden in 2007 van 19,6 actueel naar 19,9 percent van het brutoloon gebracht.
De bescherming tegen ontslag die de werknemers tot nu toe genieten wordt gedeeltelijk gereduceerd: de proefperiode bij een indiensttreding wordt van actueel 6 tot 24 maanden verlengd. Daartegenover wordt de mogelijkheid om zonder materiële reden een tijdelijke betrekking voor de duur van 2 jaar aan te bieden afgeschaft.
Bij het Arbeitslosengeld II (steun die men krijgt wanneer men langer dan een bepaalde tijd zonder werk zit) wordt in Oost-Duitsland met 14 euro per maand verhoogd, en zo op hetzelfde niveau (345 euro) als in West-Duitsland gebracht. Bij deze ondersteuning zal anderzijds vier miljard euro bespaard worden door betere controles en door het vermogen van de ouders mee te laten spelen bij het al dan niet toekennen van de steun.
De regering zal met de industrie een tewerkstellingspact voor ouderen aangaan dat er moet voor zorgen dat het tewerkstellingquota van de doelgroep meer dan 50 procent bedraagt (nu 40 procent).
De mogelijkheid om zich via een Ich-AG met behulp van staatstoelagen zelfstandig te maken wordt tot midden 2006 beperkt. De Ich-AG zal met het 'overbruggingsgeld' in een nieuw instrument samengevoegd worden.
De mogelijkheden van zogenaamde combi-loonmodellen zal onderzocht worden. Hierbij worden werk en sociale toelagen gecombineerd zodat het voor de betrokkenen attractiever wordt te gaan werken.
Nieuwe wetten zullen besloten worden die het onderzoek inzake en de toepassing van gen-techniek in de landbouw ondersteunen. Er zal een fonds opgericht worden, waarin de telers die gemodificeerde planten aanbouwen bijdragen, om de schade die door eventuele vermenging van gemodificeerde en gewone planten ontstaat, te vergoeden."

### Gezondheid
"Een fundamentele hervorming van het gezondheidssysteem wordt uitgesteld, en zal eerst in 2006 besproken en opgepakt worden. Gezocht zal worden naar een 'derde weg', die tussen de door de SPD voorgestelde burgerverzekering en het door de Union voorgestelde 'gezondheidpremie-model' ligt. Vooreerst wordt ernaar gestreefd de uitgaven te beperken.
Farmaceutische bedrijven mogen de apothekers voortaan geen kortingen in natura meer geven. Hierdoor kan de prijs voor generetica met ongeveer vijf procent gereduceerd worden. De prijs voor medicamenten zal principieel voor twee jaar vastgelegd worden.
De bijdragen voor de verzekering ouderdomsverzorging zullen verhoogd worden. Om de verzorgingskwaliteit te verbeteren zal een catalogus met rechten van hulpbehoevenden opgesteld worden.
Om het tekort aan geneesheren in landelijke gebieden tegen te werken zal het de geneesheren die een overeenkomst afgesloten hebben met de wettelijke ziektekostenverzekeraars makkelijker gemaakt worden een andere arts in dienst te nemen."

### Familie
"Het nu bestaande 'opvoedingsgeld' zal vanaf 2008 in een inkomsten-afhankelijk 'oudergeld' omgevormd worden. De ouder die ter wille van de opvoeding van hun kind zijn beroepsloopbaan tijdelijk onderbreekt zal gedurende een jaar twee-derden van hun laatste netto-inkomen, maar maximaal 1800 euro, van de staat krijgen. De kosten hiervoor worden op 1,5 miljard euro berekend. Ouders kunnen dit oudergeld ook over twee jaar verdelen.
Er zal een grote 'Familienkasse' opgericht worden, waarin alle maatregelen die met familiepolitiek te maken hebben zullen samengevoegd worden.
Om kinderarmoede te bestrijden wordt de bestaande kindertoeslag in 2006 verder uitgebouwd, zodat ongeveer 200.000 meer kinderen en hun ouders steun ontvangen.
Tegen 2010 zullen er 230.000 bijkomende plaatsen voor kinder-dagopvang geschapen worden.
De staat zal een programma opzetten om het samenwonen van jong en oud in gemeenschappelijke woningen of huizen te ondersteunen."

### Binnenlandse politiek en justitie
"De antiterrorismewetten zullen op noodzakelijke wijzigingen onderzocht worden, en een speciale antiterrorisme-databank zal opgezet worden.
Om terrorisme en georganiseerde criminaliteit beter te kunnen bevechten zullen gegevens over internet- en telefoonverkeer tot 6 maanden opgeslagen worden. De door de Union geëiste preventieve opsluiting van van misdaad verdachte vreemdelingen komt er niet.
De 'kroongetuigenregeling' zal terug ingevoerd worden. Hierdoor kunnen misdadigers met een minder zware straf rekenen indien ze met de autoriteiten samenwerken."

### Buitenlandse politiek, ontwikkelingshulp en verdediging
"Duitsland blijft bereid een grotere verantwoordelijkheid binnen de UNO op te nemen." (lees: wenst een permanente zetel in de veiligheidsraad en streeft op langer termijn een permanente zetel voor de EU in de veiligheidsraad na.)
"De toekomstige regering blijft de Europese grondwet ondersteunen. De regering zal ernaar streven snel tot een compromis inzake de financiering van de Europese Unie te komen. Hierbij zou Duitsland niet meer dan een procent van zijn bruto nationale product aan de EU betalen. Er zou een correctie-mechanisme moeten komen dat voor alle landen een verregaande neutraliteit in de lasten van de EU bereikt. Het landbouw-financiële compromis van oktober 2002 wordt niet ter discussie gesteld.
Duitsland blijft bij zijn beloftes in het kader van het EU-stappenplan. In 2006 zal minstens 0,33 procent, en in 2010 minstens 0,51 procent van het BNP voor staats-ontwikkelingshulp ingezet worden. Tegen 2015 moet het UNO-doel van 0,7 procent bereikt worden.
Indien Turkije niet alle verplichtingen kan nakomen die voor een toetreding tot de EU noodzakelijk zijn moet een 'geprivilegieerde relatie' tot de EU verder ontwikkeld worden. Hierdoor wordt zowel een lidmaatschap als een samenwerkingsverband mogelijk. Tot welk resultaat de onderhandelingen leiden hangt van Turkije af. Het niet automatisch leiden tot een lidmaatschap was een eis van de Union.
De regering streeft een strategisch partnerschap met Rusland - 'in een geest van vriendschap en vertrouwen' - na.
De dienstplicht blijft behouden. De door de CDU gewenste mogelijkheid tot het inzetten van de Bundeswehr in het binnenland zal later verder onderzocht worden."

### Energie en milieu
"De steenkoolsubsidies worden tot in het jaar 2008 behouden, daarna afgeschaft.
Ecologisch geproduceerde stroom zal verder gesteund worden, het aandeel in de totale stroomproductie moet in 2020 twintig procent bedragen. Het gebruik van bio-brandstof zal door een verplichting tot bijmengen in traditionele brandstoffen ondersteund worden. Een miljard euro (met hoop op een bijkomend miljard van de industrie) wordt voorzien voor een 'Energie für Deutschland' genoemd innovatie-offensief. De 'Atomausstieg' (waarbij de maximale looptijd van de atoomcentrales werd vastgelegd) blijft behouden. Duitsland wil wereldwijd een toppositie inzake klimaatbescherming innemen.
De steun die nu aan het saneren van gebouwen voor energiebesparing gegeven wordt zal van 360 miljoen euro actueel tot 1,5 miljard euro opgetrokken worden.
Het inbouwen van stoffilters bij diesel-voertuigen zal inkomstenneutraal ondersteund worden, en vanaf 2008 zullen nieuwe voertuigen zonder dergelijke filter aan een bijzonder taks onderworpen worden.
De controle op levensmiddelen zal verbeterd worden. Het bondsambt ter bescherming van de verbruiker zal meer bevoegdheden krijgen voor de coördinatie over de deelstaten heen. Het verkopen van levensmiddelen onder de inkoopprijs zal verboden, en het kartelrecht ter zake aangepast worden."

### Federalisme
"De bevoegdheden van Bond en deelstaten zullen duidelijk gescheiden worden, het aantal 'toestemmingsplichtige wetten'" (zie bondsdag en bondsraad)" en de mogelijkheden tot blokkade door de deelstaten (via de bondsraad) van federale wetgeving zullen beperkt worden.
De deelstaten krijgen meer bevoegdheden, zoals inzake natuur- en milieurecht of jacht. Inzake vorming behoudt de bond inzake toelatingsvoorwaarden en inhoud van het hoger onderwijs, maar worden alle andere bevoegdheden inzake vormingpolitiek aan de landen overgedragen.
De deelstaten zullen in de toekomst volledig zelfstandig over de bezoldiging van hun ambtenaren beslissen kunnen. Daarmee komt een einde aan de nationaal vastgelegde regeling voor 1,7 miljoen ambtenaren.
In 2006 zullen de financiële betrekkingen tussen bond en deelstaten opnieuw besproken en onderhandeld worden.
Het Bundeskriminalamt (BKA) krijgt zelfstandige onderzoeksbevoegdheid inzake bestrijding van het internationale terrorisme wanneer de bedreiging meerdere deelstaten betreft, de bevoegdheid van een deelstaat-politie niet duidelijk is, of een deelstaat erom vraagt."

### Vorming, onderzoek en cultuur
"De uitgaven voor onderzoek en ontwikkeling van de bond zullen tot 2010 jaarlijks stijgen, zodat dan een niveau bereikt wordt dat meer dan 3 miljard euro per jaar boven het huidige ligt.
Het vormingspact (een akkoord tussen industrie, handel en middenstand om voor een vooraf vastgelegd aantal leerplaatsen te zorgen) voor de jeugd wordt voortgezet. Jaarlijks moeten industrie, handel en middenstand voor 30.000 nieuwe leerplaatsen en 25.000 stageplaatsen zorgen.
Union en SPD willen aan de fundamenten van de Bafög vasthouden. Ook in toekomst zal de steun die aan studenten uitbetaald wordt als toelage voor het levensonderhoud gezien worden. De bevoegdheid inzake vormingspolitiek gaat grotendeels naar de deelstaten (zie ook de programmapunten inzake federalisme). De concurrentie tussen de verschillende universiteiten en hoge scholen zal versterkt worden.
Er zal een speciale ondersteuning voor begaafde scholieren en studenten komen. Het vier-miljarden-programma ter bevordering van de ganse-dag school van de vorige regering" (minister Edelgard Bulmahn)" zal behouden blijven.
De rol van Berlijn als culturele plaats zal van staatswege ondersteund worden. De regering erkent de bijzondere verantwoordelijkheid van de bond op dit gebied."